# Tuensang (distrikt)
Tuensang District är ett distrikt i Indien.   Det ligger i delstaten Nagaland, i den östra delen av landet, 1 700 km öster om huvudstaden New Delhi. Antalet invånare är 196 596. Arean är 4 228 kvadratkilometer. Tuensang District gränsar till Mokokchūng.
Terrängen i Tuensang District är mycket bergig.
Följande samhällen finns i Tuensang District:
- Tuensang